# Xynomaia
Xynomaia is een geslacht van kreeftachtigen uit de klasse van de Malacostraca (hogere kreeftachtigen).

## Soorten
- Xynomaia boissoni (Fize & Serène, 1956)
- Xynomaia sheni (Fize & Serène, 1956)
- Xynomaia verrilli (Fize & Serène, 1957)